# Місцеві вибори у Львові 2015
Місцеві вибори в Львові 2015 — вибори Львівського міського голови та депутатів Львівської міської ради, які відбулися 25 жовтня 2015 року в рамках проведення місцевих виборів у всій країні.
Вибори міської ради відбулися за пропорційною системою, в якій кандидати закріплені за 64 виборчими округами. Для проходження до ради партія повинна була набрати не менше 5 % голосів.
Міського голову обирають абсолютною більшістю: оскільки в першому турі жоден кандидат не набере 50 % голосів, на 15 листопада 2015 призначено другий тур, до якого вийшли два кандидати з найбільшою кількістю голосів — Андрій Садовий й Руслан Кошулинський.
За підсумками виборів Андрія Садавого було обрано мером Львова на новий термін.
До міської ради пройшли 7 партій:
- Об'єднання «Самопоміч» — 24 мандатів
- Блок Петра Порошенка «Солідарність» — 10 мандатів
- Всеукраїнське об'єднання «Свобода» — 8 мандатів
- Громадянська позиція — 7 мандатів
- Громадський рух «Народний контроль» — 6 мандатів
- Українське об'єднання патріотів — УКРОП — 5 мандатів
- Українська Галицька партія — 4 мандати

| Партія                                   | Голосів | % Голосів | К-сть депутатів | % у раді |
| ---------------------------------------- | ------- | --------- | --------------- | -------- |
| 1. Об'єднання «Самопоміч»                | 87346   | 31,69 %   | 24              | 37.50    |
| 2. БПП «Солідарність»                    | 35694   | 12,95 %   | 10              | 15.63    |
| 3. ВО «Свобода»                          | 27225   | 9,88 %    | 8               | 12.50    |
| 4. «Громадянська позиція»                | 25920   | 9,41 %    | 7               | 10.94    |
| 5. «Народний контроль»                   | 20831   | 7,56%     | 6               | 9.38     |
| 6. «УКРОП»                               | 16172   | 5,87 %    | 5               | 7.81     |
| 7. «Українська галицька партія»          | 15756   | 5,72 %    | 4               | 6.25     |
| 8. ВО «Батьківщина»                      | 12876   | 4,67 %    | -               | -        |
| 9. «Радикальна партія Олега Ляшка»       | 7296    | 2,65 %    | -               | -        |
| 10. «Народний рух України»               | 6407    | 2,32 %    | -               | -        |
| 11. «Опозиційний блок»                   | 4786    | 1,74 %    | -               | -        |
| 12. «Наш Край»                           | 3278    | 1,19 %    | -               | -        |
| 13. «Партія просих людей Сергія Капліна» | 3075    | 1,12%     | -               | -        |
| 14. «ДемАльянс»                          | 2948    | 1,07%     | -               | -        |
| 15. «Сила людей»                         | 2526    | 0,92%     | -               | -        |
| 16. «Воля»                               | 2351    | 0,85%     | -               | -        |
| 17. «Українська Республіканська партія»  | 1103    | 0,4 %     | -               | -        |

Львівський міський голова
І тур
| Кандидат                                   | %       | Голосів |
| ------------------------------------------ | ------- | ------- |
| 1. Андрій Садовий (Об'єднання «Самопоміч») | 49.22 % | 131 426 |
| 2. Руслан Кошулинський (ВО «Свобода»)      | 12.29 % | 32 811  |
| 3. Володимир Гірняк                        | 11.08 % | 29 595  |
| 4. Дмитро Добродомов                       | 10.74 % | 28 697  |
| 5. Оксана Юринець                          | 4.33 %  | 11 576  |

II тур
| Кандидат                                   | %     | Голосів |
| ------------------------------------------ | ----- | ------- |
| 1. Андрій Садовий (Об'єднання «Самопоміч») | 61.10 | 140942  |
| 2. Руслан Кошулинський (ВО «Свобода»)      | 36.86 | 85021   |